# (33287) 1998 KE1
1998 KE1 (asteroide 33287) é um asteroide da cintura principal. Possui uma excentricidade de 0.08315980 e uma inclinação de 11.90740º.
Este asteroide foi descoberto no dia 18 de maio de 1998 por LONEOS em Anderson Mesa.